# Université Sainte-Catherine
L'université Sainte-Catherine (en anglais : St. Catherine University ou St. Kate's) est une université privée américaine située à Saint Paul dans le Minnesota.

## Historique
Fondé en 1905, l'établissement est nommé d'après Catherine d'Alexandrie.

## Personnalités liées à l'université

### Présidentes
- 1919-1937 : Antonia McHugh
- 1937-1943 : Eucharista Galvin
- 1943-1949 : Antonius Kennelly
- 1949–1955 : Antonine O'Brien
- 1955–1961 : Mary William Brady
- 1961–1964 : Mary Edward Healy
- 1964–1979 : Alberta M. Huber
- 1979–1984 : Catherine T. McNamee
- 1985–1997 : Anita M. Pampusch
- 1998-2016 : Andrea J. Lee
- Depuis 2016 : ReBecca (Becky) Koenig Roloff

### Étudiants
- Betty McCollum (1954-), femme politique

## Photographies

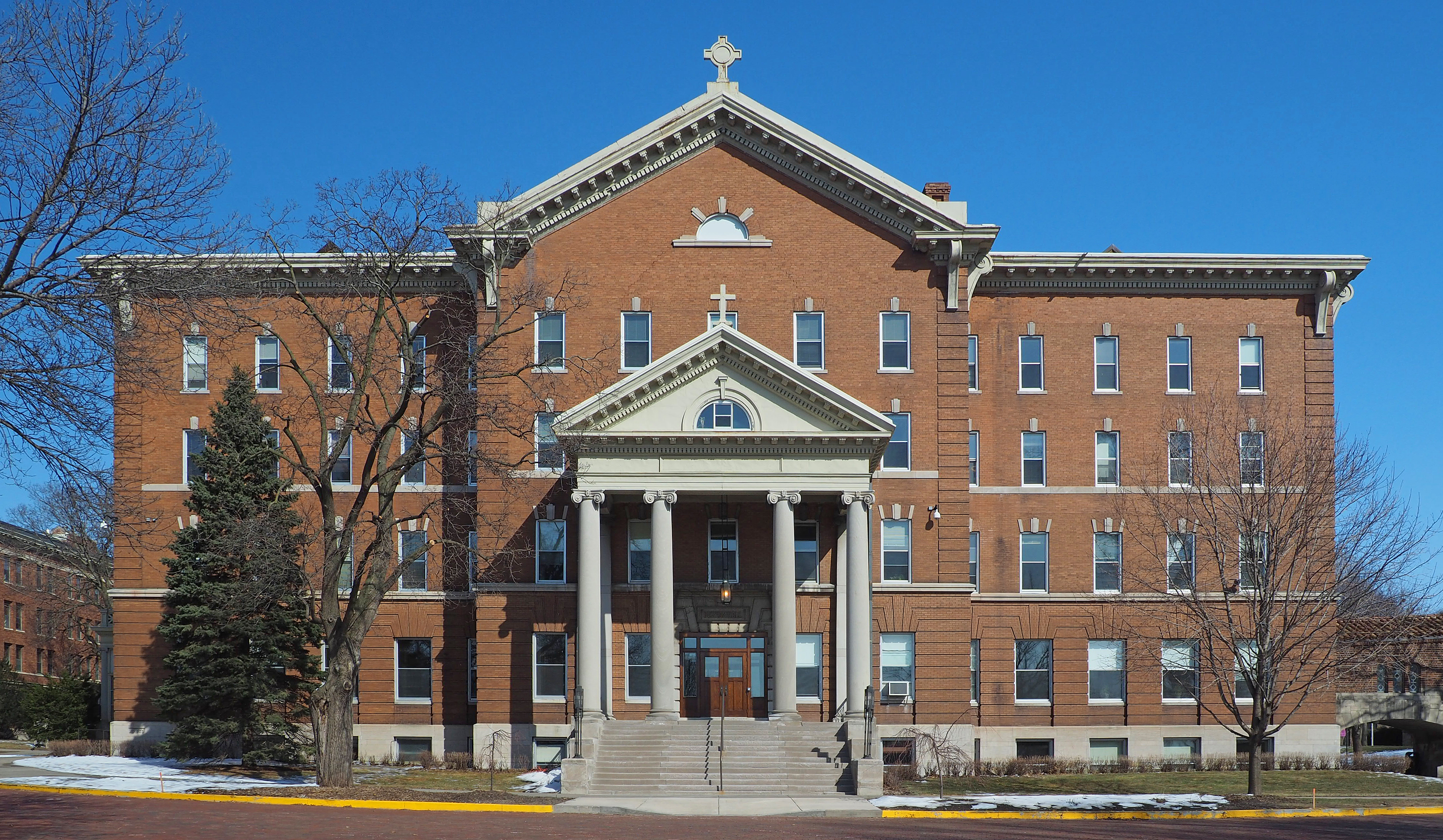
Derham Hall.
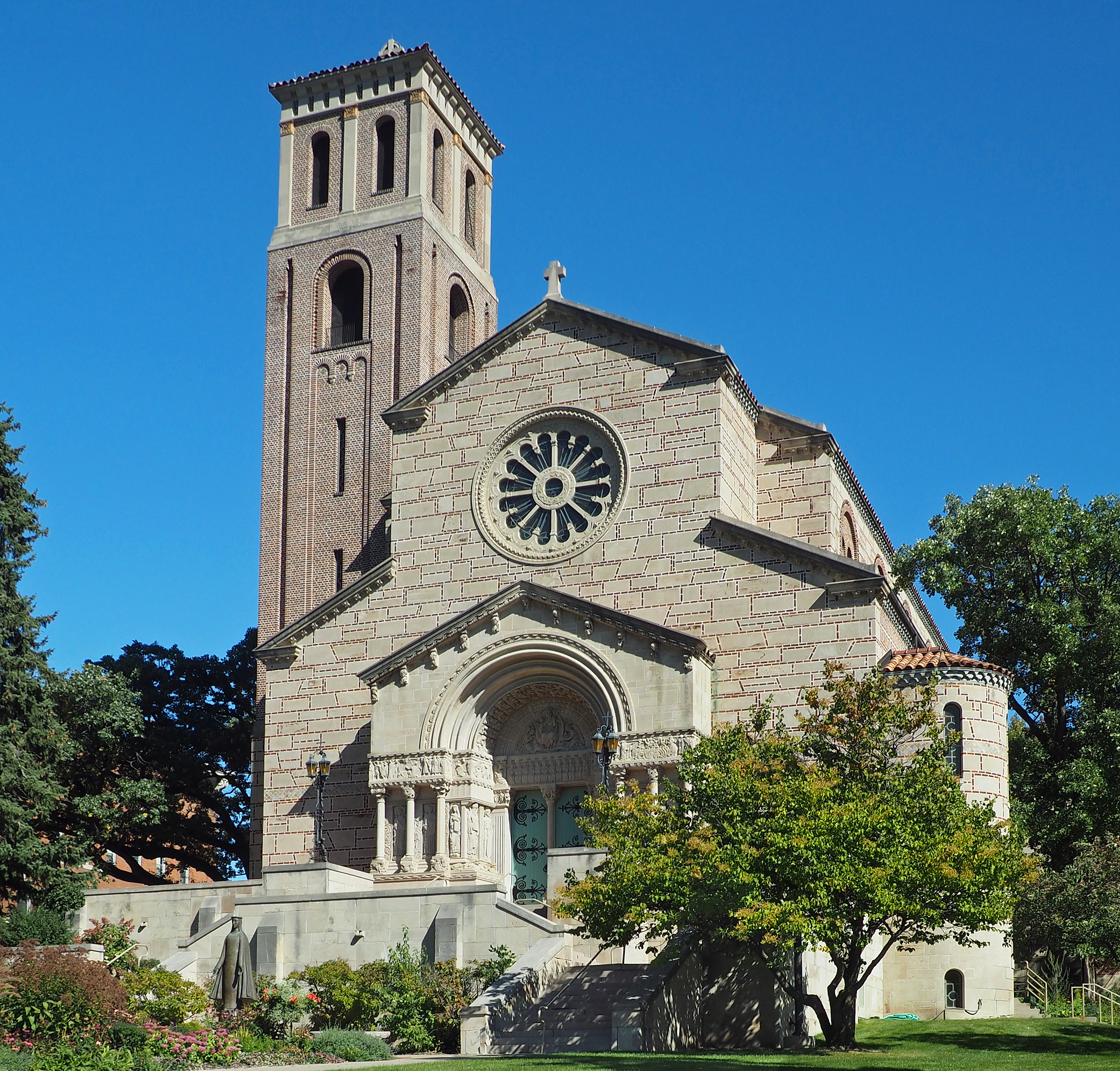
Chapelle Our Lady of Victory.

### Source
- (en) Cet article est partiellement ou en totalité issu de l’article de Wikipédia en anglais intitulé « St. Catherine University » (voir la liste des auteurs).